# 安克·雷林格
安克·雷林格（德語：Anke Rehlinger，1976年4月6日—），德国政治人物，現任德國聯邦參議院議長與薩爾蘭州州長，隸屬德國社會民主黨（SPD）。自2022年起擔任薩爾蘭州首位女性社民黨州長，並於2024年起擔任聯邦參議院輪值議長。她曾任薩爾蘭州經濟、勞工、交通與能源部部長，並以其在產業政策、可持續發展與勞工權益上的立場聞名。

## 經歷
安克·雷林格於1976年4月6日出生於西德薩爾蘭州瓦登，成長於農民家庭。她曾就讀於薩爾蘭大學法律系，2000年通過第一次國家司法考試，2003年完成第二次國考後取得律師資格。她在大學期間亦是一位出色的運動員，曾為薩爾蘭州女子鉛球與鐵餅冠軍，並參加過德國田徑錦標賽。
1998年，雷林格加入德國社會民主黨。2004年，她首次當選薩爾州議會議員，並逐步在黨內擔任要職。2012年起，她擔任薩爾蘭州副州長兼司法部長，2014年起出任經濟、勞工、能源與交通部部長，推動產業轉型、綠色能源與勞工保障等政策。
2022年，雷林格帶領社民黨在薩爾蘭州選舉中贏得絕對多數，於同年4月25日出任薩爾蘭州州長，成為該州歷來第二位女性州長。2024年11月1日，她依德國聯邦制度輪值安排，擔任德國聯邦參議院第79任議長。